# Liste des cavités naturelles les plus longues de la Somme

Département de la Somme.

La liste des cavités naturelles les plus longues de la Somme recense sous la forme d'un tableau, les cavités souterraines naturelles connues, dont le développement est supérieur ou égal à quinze mètres.
La communauté spéléologique considère qu'une cavité souterraine naturelle n'existe vraiment qu'à partir du moment où elle est « inventée » c'est-à-dire découverte (ou redécouverte), inventoriée, topographiée et publiée. Bien sûr, la réalité physique d'une cavité naturelle est la plupart du temps bien antérieure à sa découverte par l'homme ; cependant tant qu'elle n'est pas explorée, mesurée et révélée, la cavité naturelle n'appartient pas au domaine de la connaissance partagée.
La liste spéléométrique des plus longues cavités naturelles de la Somme (≥ 15 m) est  actualisée fin 2018.
La plus longue cavité répertoriée dans le département de la Somme est la cavité n° 5 du Bel Air à Ault (cf. ligne 1 du tableau ci-dessous).

## Somme (France)

### Cavités de développement supérieur ou égal à15m
8 cavités sont recensées au 31-12-2018.
| Réf. | Cavités (autres noms)   | Communes       | Massifs ou zones géographiques | Coordonnées (WGS 84) | Développement (en mètres) | Dénivelée (en mètres) | Sources ou références     | Mises à jour |
| ---- | ----------------------- | -------------- | ------------------------------ | -------------------- | ------------------------- | --------------------- | ------------------------- | ------------ |
| 1    | Cavité n° 5 du Bel Air  | Ault           |                                |                      | 21,50 m                   | +0000, m              | Spéléométrie de la France | 2000-00      |
| 2    | Cavité n° 10 de Boulval | Mers-les-Bains |                                |                      | +0 00021, m               | +0000, m              | Spéléométrie de la France | 2000-00      |
| 3    | Cavité n° 7 du Fresnoi  | Mers-les-Bains |                                |                      | 18,50 m                   | +0000, m              | Spéléométrie de la France | 2000-00      |
| 4    | Cavité n° 6 de la Cavée | Mers-les-Bains |                                |                      | +0 00017, m               | +0000, m              | Spéléométrie de la France | 2000-00      |
| 5    | Cavité n° 3 de Rompval  | Mers-les-Bains |                                |                      | +0 00017, m               | +0000, m              | Spéléométrie de la France | 2000-00      |
| 6    | Cavité n° 15 du Fresnoi | Mers-les-Bains |                                |                      | +0 00017, m               | +0000, m              | Spéléométrie de la France | 2000-00      |
| 7    | Cavité n° 8 du Fresnoi  | Mers-les-Bains |                                |                      | 15,50 m                   | +0000, m              | Spéléométrie de la France | 2000-00      |
| 8    | Cavité n° 1 d'Ault      | Ault           |                                |                      | +0 00015, m               | +0000, m              | Spéléométrie de la France | 2000-00      |